# Ø̣
Cette page contient des caractères spéciaux ou non latins. S’ils s’affichent mal (▯, ?, etc.), consultez la page d’aide Unicode.
Ø̣ (minuscule : ø̣), appelé o barré point souscrit ou o barré obliquement point souscrit, est un graphème utilisé comme lettre latine additionnelle dans l’étude du vieux norrois. Il est formé de la lettre Ø diacritée d’un point souscrit.

## Utilisation
Le o barré point souscrit est utilisé dans certains manuscrits vieux norrois, par exemple dans ‹ ø̣ͥarli › dans le manuscrit AM 748 I b 4°, 10v ligne 20-21, du XIVe siècle. Il est répertorié dans la liste de caractères du Medieval Unicode Font Initiative (en).

## Représentations informatiques
L’o barré obliquement point souscrit peut être représenté avec les caractères Unicode suivants :
- décomposé (latin de base, diacritiques) :

| Formes    | Représentations | Chaînes de caractères | Points de code | Descriptions                                                           |
| --------- | --------------- | --------------------- | -------------- | ---------------------------------------------------------------------- |
| majuscule | Ø̣               | Ø◌̣                    | U+00D8 U+0323  | lettre majuscule latine o barré obliquement diacritique point souscrit |
| minuscule | ø̣               | ø◌̣                    | U+00F8 U+0323  | lettre minuscule latine o barré obliquement diacritique point souscrit |